# Pacte de Gênes

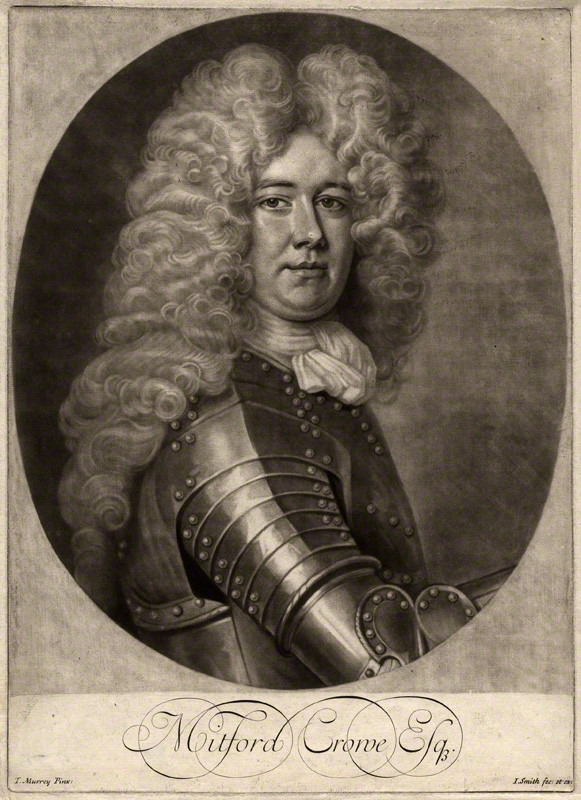
Portrait de Mitford Crowe (1669–1719), homme politique et diplomate anglais.

Le pacte de Gênes est une alliance militaire signée en 1705 entre le royaume d'Angleterre et la principauté de Catalogne dans le cadre de la Guerre de Succession d'Espagne.

## Historique
En vertu de cet accord, l'Angleterre débarquerait des troupes en Catalogne qui viendraient appuyer les forces catalanes luttant pour Charles de Habsbourg, prétendant au trône d'Espagne, contre les armées de Philippe V.

## Le traité
L'accord, signé le 20 juin 1705, prévoit les dispositions suivantes : 
- L'Angleterre s'engage à débarquer 8 000 fantassins et 2 000 cavaliers sur la côte espagnole. Elle s'engage également à fournir 12 000 fusils, avec leurs munitions, pour équiper les troupes catalanes.
- La Catalogne s'engage à armer 6 000 hommes, soldés par l'Angleterre, qui doivent rejoindre les forces alliées, à qui elle doit, de son côté, fournir le gîte et le couvert.
- Le nouveau roi doit prêter serment pour le respect et le maintien des lois catalanes.
- Le traité doit rester secret jusqu'à la prise de Barcelone.

## Sources
- (es) Cet article est partiellement ou en totalité issu de l’article de Wikipédia en espagnol intitulé « pacto de Génova » (voir la liste des auteurs).